# کاخ گرازر
کاخ گرازر (انگلیسی: Greaser's Palace) فیلمی آمریکایی است که در سال ۱۹۷۲ منتشر شده. از بازیگران این فیلم می‌توان به آلبرت هندرسون، لوانا آندرس، جیمز آنتونیو، آلن آربس، تونی بازیل، دان کالفا، وودرو چمبلس و پابلو فرو اشاره کرد.